# ベネズエラン・サマーリーグ
ベネズエラン・サマーリーグ（Venezuelan Summer League）は、ベネズエラで開催されていたMLB傘下のマイナーリーグの一つ。最下位レベルのルーキークラスに分類されていた。

## 概要
1997年設立。
各チームは最大2名のプエルトリコ人選手を除き、アメリカ・カナダ以外の国でプレーする、MLBのドラフト対象外選手で構成されていた。また各チームは35名の出場選手登録で構成され、その内、最低でも10名の投手が必要であった。 
一時はメジャーリーガーの供給元として大きな意義を果たしていたが、ベネズエラの政情が悪化したため、2016年シーズン開始前に解散した。

## 加盟チーム
リーグ解散時点での加盟チームは以下の通りである。
| チーム                                                                   | 提携先MLBチーム              |
| ------------------------------------------------------------------------ | ---------------------------- |
| ベネズエラン・サマーリーグ・マリナーズ Venezuelan Summer League Mariners | シアトル・マリナーズ         |
| ベネズエラン・サマーリーグ・タイガース Venezuelan Summer League Tigers   | デトロイト・タイガース       |
| ベネズエラン・サマーリーグ・カブス Venezuelan Summer League Cubs         | シカゴ・カブス               |
| ベネズエラン・サマーリーグ・フィリーズ Venezuelan Summer League Phillies | フィラデルフィア・フィリーズ |
| ベネズエラン・サマーリーグ・レイズ Venezuelan Summer League Rays         | タンパベイ・レイズ           |